# Мартынов, Александр Владимирович (генерал)
Мартынов Александр Владимирович (27.05.1859; Полтавская губерния, Российская империя — 183?; Баку, СССР) — русский офицер артиллерии, Генерал-лейтенант, участник Русско-японской, Первой мировой и Гражданской войн.

## Биография

### Происхождение
Александр Мартынов Родился 27 мая 1859 года в Полтавской губернии в семье потомственного военного Владимира Фёдоровича Мартынова, погибшего на Черноморской береговой линии. Воспитывался в Петровской Полтавской военной гимназии.

### Прохождение службы
В службу вступил юнкером в 1-е Военное Павловское училище 13 августа 1875 года. 31 августа 1877 года переведён портупей юнкером в Михайловское артиллерийское училище, окончив которое по 1-му разряду, произведён в прапорщики с назначением на службу в 9-ю артиллерийскую бригаду. Произведён в подпоручики 18-го декабря 1878 года. Произведён в поручики 20 августа 1879 года.
Произведён в штабс-капитаны 1-го декабря 1885 года. Прикомандирован к Курскому артиллерийскому складу. Утверждён в должности начальника артиллерийской мастерской 28-го июня 1889 года. За отличие по службе произведён в Капитаны 25-го марта 1892 года. Приказом по артиллерии округа за № 110 назначен исполняющим должность Начальника Отдела огнестрельных припасов склада 22-го июня 1895 года. Награждён орденом Св. Анны 3 ст. 31-го января 1896 года. Произведён в подполковники с утверждением должности Начальника того же отдела. Согласно предписанию Начальника артиллерии Киевского военного округа командирован в переменный состав офицерской артиллерийской школы, которую успешно окончил 27-го августа 1900 года. Высочайшим приказом 6-го октября 1900 года назначен Командиром 5-й батареи 28-й артиллерийской бригады.

### Русско-японская война

#### Мобилизация
16-го июня 1904 года отправился в эшелоне по железной дороге с 5-й батареей в мирном составе из г. Ковны в г. Сызрань. По окончании мобилизации батареи отправился в эшелоне в составе 5-й батареи из г. Сызрань в г. Харбин 11-го июля. Эшелон перешёл границу Омского военного округа 18-го июля, а 4-го августа эшелон перешёл границу Российской Империи на станции Маньчжурия и вступил в пределы Маньчжурии (Наместничества на Дальнем Востоке). 7-го августа прибыл в Харбин и в том же составе отправился до г. Мукдена, куда прибыл 8-го числа.

#### 3-й период
2-го ноября 1904 года участвовал в усиленной рекогносцировке на деревни Мамыкай и Читайцзы, произведённой из отряда генерал-майора Коссаговского. 12-го января 1905 года в бою войск генерал-майора Коссаговского у этих деревень на р. Хуанхэ.

#### 4-й период
С 16-го по 17-е февраля в бою войск генерал от кавалерии барона Каульбарса у деревень Чжантань и Джантань-Хенань, в составе отряда генерал-лейтенанта Кутневича. 17-го февраля в бою войск генерал-майора Голембатовского у деревень Цаеньза и Суаньсутца (Пейтхоза). 18-го февраля в перестрелке у деревни Тунсанпу, 19-го у деревни Тунь-Тутайза, 20-го в перестрелке в Эльтхайзском отряде полковника Кузнецова, 21-го, в отражении японских атак  в отряде генерал-майора Петрова, 22-го в отражении атак на деревню Сяосатоза (Шатоцзы). 22-го февраля 5-я батарея вошла в состав отряда генерал-майора Ганенфельда и состояла в резерве у села Таапу. 23-го февраля 5-я батарея, с 213 пехотным Оровайским полком, перешла из села Вафань, у г. Мукдена, в с. Цуэртунь. 24-го февраля в бою войск генерал-лейтенанта Мылова у д. Тхэнитунь, в составе отряда генерал-лейтенанта Гершельмана. 25-го февраля в бою войск генерал-лейтенанта Мылова у деревень Сесинтунь, Кусантунь и Тучанцзы в составе отряда генерал-майора Лисовского. Обратно перешёл границу Российской империи у ст. Маньчжурия 7-го мая 1906 года и прибыл в г. Ковно 5-го июня.
Генерал-майор — с 29.11.1912.

### Первая мировая война
И.д. инспектора артиллерии 26-го армейского корпуса (09.01.1916-06.08.1917). Награжден орденом Св. Георгия 4-й ст. (ВП 15.08.1916). 
Генерал-лейтенант (с 09.02.1917). Командир 26-го армейского корпуса (06.08.-07.09.1917).

### Гражданская война
Служил в РККА — начальник артиллерии Курского укрепленного района (1918-1919). 
После оставления Курска — начальник артиллерии Сводной дивизии.
Участвовал во всех боях с силами ВСЮР от Курска до ст. Оптуха. Затем был откомандирован в штаб 13-й Армии.
Во время отпуска в Петрограде поступил на службу в Выборгский Укрепленный район внутренней обороны г.Петрограда, где служил до его расформирования. Вернувшись в Курск, поступил на службу в Курский Губернский военный комиссариат, а затем работал в Курском Губернском Совете профессиональных союзов.
В 1922 переехал с семьёй в Тифлис. Персональный пенсионер (с 1926). Позже переехал с семьёй в Баку, где работал в Бакинском артиллерийском училище. Умер и похоронен в Баку.